# Urotheca guentheri
Urotheca guentheri är en ormart som beskrevs av Dunn 1938. Urotheca guentheri ingår i släktet Urotheca och familjen snokar. Inga underarter finns listade i Catalogue of Life.
Arten förekommer med flera från varandra skilda populationer i Centralamerika från Honduras till Panama. Den lever i låglandet och i bergstrakter upp till 1800 meter över havet. Habitatet utgörs främst av ursprungliga fuktiga skogar. Ibland besöks andra skogar. Individerna jagar groddjur och honor lägger ägg.
Skogens omvandling till odlingsmark och till samhällen hotar beståndet. Populationens minskar något men inte allvarlig. IUCN kategoriserar arten globalt som livskraftig.